# Lyreus subterraneus
Lyreus subterraneus là một loài bọ cánh cứng trong họ Zopheridae. Loài này được Aubé miêu tả khoa học năm 1861.